# Абланица (област Ловеч)
Вижте пояснителната страница за други значения на Абланица.
А̀бланица е село в Северна България. То се намира в община Ловеч, област Ловеч.

## География
Село Абланица се намира в планински район в централната част на Предбалкана, на около 11 km от областния град Ловеч и на около 17 km от град Троян, като непосредствено до селото минава и Републикански път I-4.
Селото е разположено между Ловчанските и Микренските височини (835 m), на юг от долинното разширение на река Дрипла, приток на река Осъм. Климатът е умерено-континентален. Сиви горски почви, по всяка вероятност вследствие на аблация (ерозия и денутация – геоморфоложки понятия на промяната на скалите от граничещите височини). Има находища на варовик за негасена вар и на глини, които имат богато съдържание на желязо.

## История
Тракийският град Мелта, днес Ловеч, е на 10 km.
На 0,5 km северозападно от Абланица има останки от средновековна крепост.
Първите писмени данни за Абланица са от 1430 г. в Тимарския регистър на Никополския санджак, а в турския регистър от 1607 г. фигурира като Араплии.
През 1830 г. започва да функционира килийно училище. Унгарският географ, етнограф и археолог Феликс Каниц (1829 – 1904) преминал край с. Абланица през лятото на 1872 г., описва престой я си в Аблански хан „Тези часове блестят като ярки звезди в сравнително сериозните дни на пътуването ми.“ Преди Руско-турската война (1877 – 1878) селото е било обект на улично и квартално планиране. По всяка вероятност планирането е било извършено от възпитаник на френската школа. Частична реализация на плана е осъществена преди войната. С построяването на улиците са обособени малки площади, в центъра на които са изкопани кладенци (герани). Някои от тях са запазени.
1886 г. е открито начално училище „Любен Каравелов“, през 1916 г. прераснало в прогимназия.
Първоначалният план на Абланица е впоследствие актуализиран във връзка с построяването на пътя София-Варна, който до 1970 г. минава през самото село.

## Население
Численост и дял на етническите групи според преброяването на населението през 2011 г.:
|                     | Численост | Дял (в %) |
| Общо                | 144       | 100,00    |
| Българи             | 143       | 99,30     |
| Турци               | 0         | 0,00      |
| Цигани              | 0         | 0,00      |
| Други               | 0         | 0,00      |
| Не се самоопределят | 0         | 0,00      |
| Неотговорили        | 0         | 0,00      |

## Културни и природни забележителности
- Църквата „Свети Димитър“ е построена през 1898 – 1899 г. от майстор Павел Колев, а стенописите са на Тодор Генков.[2]
- Читалище „Светлина“ (основано 1919 г.) – празнуване ежегодно на празниците 14 февруари, 8 март, 25 декември.
- Паметници на загиналите жители от селото във войните от 1885, 1912, 1913, 1914 – 1918, 1944 – 1945.
- Хор по народно пеене – село Абланица, многократен участник и победител в надпяването на Цветница в град Ловеч.
- Ловен дом.
- Здравен дом.

## Редовни събития
- Традиционно ежегодно палене на огньове за прогонване на злите духове на Сирни заговезни.
- Селски събор – на Димитровден
- Общоселско черковно празнуване на Великден.

## Личности
- Анка Боева Радоева – р. 8 юли 1925 г. – партизанска ятачка
- Мира Николаева Бозева – р. 22 ноември 1954 г. – Журналист, дългогодишен водещ, продуцент и сценарист в Българската национална телевизия
- проф. д-р Петър Пенчев Петров дмн – паразитолог, НЦЗПБ
- проф. д-р Стилиян Йотов Йотов, дфн – р. 23.05.1960 г. – философ, СУ „Климент Охридски“

## Други
Селото е електрифицирано от 1948 г., радиофицирано от 1955 г. и водоснабдено от 1971 г.
До 90-те години на миналия век в селото се произвежда негасена вар, има керамичен и дърводелски цехове; там се намират и дом за възрастни хора и социално-педагогически училище, които вече не работят.